# Ceglédbercel
Ceglédbercel egy község Pest vármegyében, a Ceglédi járásban.

## Fekvése
A község Budapesttől mintegy 60 kilométerre délkeletre fekszik Albertirsa és Cegléd között. Déli határában folyik a Gerje-patak.

### Megközelítése
A községet átszeli a 4-es főút, az M4-es autóút pedig északról harántolja a belterületet, ezeken az útvonalakon a legegyszerűbb megközelíteni a települést Budapest és Szolnok felől is. Az M4-es itteni csomópontját a 46 124-es út köti össze a településsel, Cegléd Kenderföld városrészébe pedig a 46 125-ös út vezet.
Ceglédbercelt a hazai vasútvonalak közül a Budapest–Záhony-vasútvonal érinti, amelynek két megállási pontja is van itt: a belterület nyugati szélén Ceglédbercel megállóhely, a község keleti végében pedig és Ceglédbercel-Cserő vasútállomás. Előbbit a 4-es főútból kiágazó 46 311-es út, utóbbit a 46 124-esből kiágazó 46 316-os út szolgálja ki.

## Története

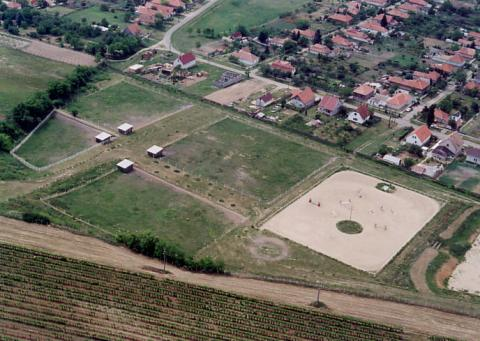
Ceglédbercel légifotója

A középkorban Ceglédbercel területe Alberti pusztája volt. Az első okleveles említése egy 1281-es határjárásról fennmaradt oklevélben található. 1457, 1468 és 1482-es oklevelek Bercelpusztáról beszélnek. A 18. században a klarissza apácák birtoka volt, a rendet 1785-ben feloszlatták, ekkor a a feloszlatott kolostorok vagyonát kezelő Vallásalap tulajdonába került. II. József császár hannoveri németeket telepített ide, akik a községet kezdték szabályosan kiépíteni. Az új lakosság között kolerajárvány ütötte fel a fejét. A telepesek evangélikus vallásúak voltak, ezért a ceglédi hittestvérek gondoskodtak ápolásukról. A járványban sokan életüket vesztették, a halottaikat a ma is létező ceglédi evangélikus temetőbe temették, a felgyógyultak visszatértek hazájukba.
Az elhagyott községbe többek között Soroksárról, Adonyból, Taksonyból, Harasztiból németek, Ceglédről, Üllőről magyarok költöztek. 1804-ben önálló községgé alakult Bercel. Abból az időből való a község pecsétje is. Az 1848–49-es forradalom és szabadságharc 124 berceli jobbágynak 3000 hold földet juttatott.
A lakók főként földműveléssel, állattenyésztéssel foglalkoztak. Majd 1846-47-ben megépült a Pest-Szolnok közti vasútvonal, s ettől kezdve a vasút vált a fő megélhetési forrássá, míg a mezőgazdaság és az állattenyésztés jelentősége csökkent. A 19-20. század fordulóján a gróf Cseszneky család járult hozzá a környékbeli mezőgazdaság és malomipar fejlődéséhez.
1945 januárjában súlyos csapás érte a falut, mintegy 640 főt vittek kényszermunkára. Az 1946-os év ismét megrázkódtatást hozott a falu életébe, 441 főt kitelepítettek, mivel korábban német nemzetiségűnek vallották magukat. A kitelepítettek helyére Tiszántúlról 24 család érkezett. Ezek zöme rövidesen el is költözött, mert nem tudta megszokni a környezetet, nem tudtak beilleszkedni a falu közösségébe. 1948 tavaszán a csehszlovák–magyar lakosságcsere keretében Felvidékről érkezett 38 család. A felvidékiek beilleszkedtek, lassan a falu is elfogadta őket. A munkaszolgálatra elhurcoltak 3 csoportban tértek haza, az első csoport 1946-ban, a második 1947 szeptemberében, míg az utolsó csoport 1949 november 4-én.
A kivittek közül 159-en azonban sohasem tértek haza. Az elhunytak emlékére 1991-ben a falu emlékművet avatott, s azóta minden évben november 4-én lángot gyújt, mely napot a képviselőtestület a falu ünnepévé nyilvánította.
A településen egy általános iskola működik, Eötvös József nevét viseli. Az általános iskolában német nemzetiségi oktatás és zeneoktatás folyik kb. 400 diák részére. Az óvodában 150 gyermeket látnak el, s szintén folyik a német nemzetiségi oktatás.
Az önkormányzat működteti a víz és csatornahálózati rendszert.
2005-ben a település Önkormányzata az 1848-49 forradalom és szabadságharc emlékére a Kossuth Lajos utcában haranglábat állított.
A falu határában több száz hektáros szőlő ültetvény található és egy modern szőlőfeldolgozó, pincészet található. Ceglédbercelen terem az Unghváry László Borrend zászlós bora, a cserszegi fűszeres.
Napjainkban az egészségügyi ellátásról két háziorvos, egy gyermekorvos és egy fogorvos gondoskodik. A faluban gyógyszertár is működik.
A településen élő aktív korú népesség zöme Budapesten és Cegléden vállal munkát.

## Közélete

### Polgármesterei
- 1990–1994: Lűr László (független)[4]
- 1994–1998: Balatoni Pál (független)[5]
- 1998–2002: Balatoni Pál (független)[6]
- 2002–2006: Török József (független)[7]
- 2006–2010: Török József (független)[8]
- 2010–2014: Török József (független)[9]
- 2014–2019: Török József (független)[10]
- 2019–2024: Török József (független)[11]
- 2024– : Török József (független)[1]

Ceglédbercel rendszerváltás utáni első polgármestere, Lűr László korábban, 1984-től tanácselnökként is vezette a települést.

## Népesség
A település népességének változása:
| Lakosok száma | 4364 | 4275 | 4284 | 4244 | 4226 | 4221 | 4232 |
|               | 2013 | 2014 | 2018 | 2021 | 2022 | 2023 | 2024 |

A 2011-es népszámlálás során a lakosok 84,5%-a magyarnak, 0,2% cigánynak, 13,7% németnek, 0,3% románnak, 0,2% szlováknak mondta magát (15,4% nem nyilatkozott; a kettős identitások miatt a végösszeg nagyobb lehet 100%-nál). A vallási megoszlás a következő volt: római katolikus 49,1%, református 7,7%, evangélikus 3%, görögkatolikus 0,3%, felekezeten kívüli 10,1% (28,3% nem nyilatkozott).
2022-ben a lakosság 90,9%-a vallotta magát magyarnak, 8,9% németnek, 0,6% cigánynak, 0,2% románnak, 0,1-0,1% görögnek, bolgárnak, szlováknak, ukránnak és szerbnek, 2,1% egyéb, nem hazai nemzetiségűnek (8,9% nem nyilatkozott; a kettős identitások miatt a végösszeg nagyobb lehet 100%-nál). Vallásuk szerint 32,5% volt római katolikus, 8,1% református, 3,2% evangélikus, 0,4% görög katolikus, 1,1% egyéb keresztény, 1,2% egyéb katolikus, 13,2% felekezeten kívüli (40,1% nem válaszolt).

## Nevezetességek
- Énekkar
- Rozmaring tánccsoport
- Nemzetiségi Kórus
- Kézműves Klub
- Horgásztó
- Ceglédberceli Német Nemzetiségi Kultúregyesület
- Ceglédberceli Német Nemzetiségi Ifjúsági Egyesület
- Római katolikus templom
- Református templom
- Ceglédberceli Zeneegyesület

## Oktatás
- Napsugár Óvoda és Alma Bölcsőde
- Eötvös József Általános Iskola és Alapfokú Művészetoktatási Intézmény

## Közművelődés
- Ceglédberceli Művelődési Ház és Könyvtár
- Tájház